# Herbert Percy Horne

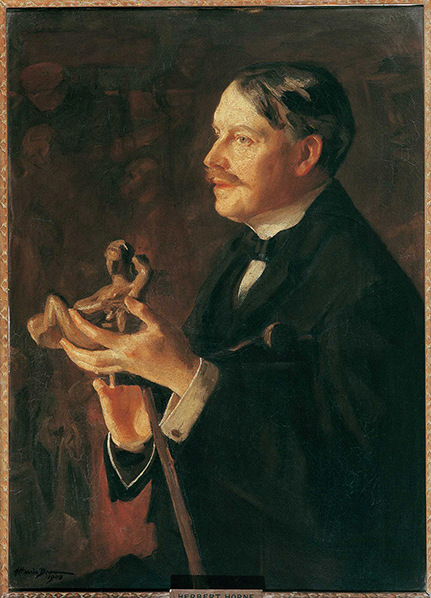
Herbert Percy Horne, Porträt von Henry Harris Brown aus dem Jahr 1908

Herbert Percy Horne (* 18. Februar 1864 in London, Vereinigtes Königreich; † 14. April 1916 in Florenz) war ein englischer Dichter, Architekt, Kunsthistoriker und Kunstsammler, der seine Sammlung von rund 6000 Werken florentinischer Kunst aus dem 13. bis zum 16. Jahrhundert in eine Stiftung einbrachte, aus der das Museo Horne in Florenz hervorging.

## Leben und Aktivitäten
Horne war ein merkwürdig vielseitiges Universalgenie. Geboren in London als ältester Sohn von Horace Horne und Luisa Harmale, war er ein frühreifes Kind und zeigte schon in der Kensington Grammar School in London sein ausgeprägtes Interesse für die Kunst, befördert durch verständnisvolle Lehrer. 1880 lernte er die Schriften von W. H. Pater kennen, insbesondere die Studies in the history of the Renaissance (1873) faszinierten ihn.

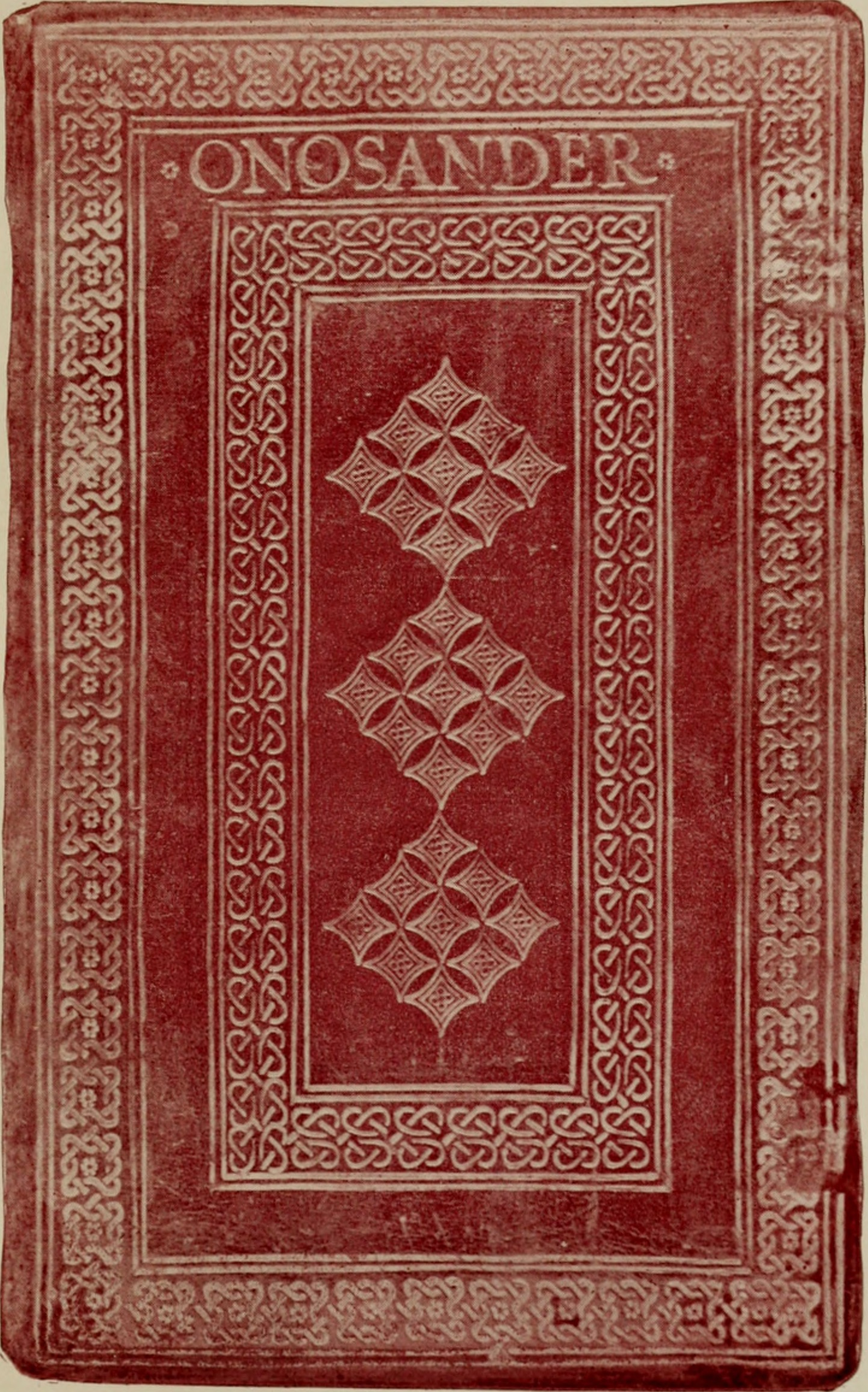
Einband des Buchs The Binding of Books, gestaltet von Herbert Horne

1882 begann er als Mitarbeiter im Architekturstudio von A. H. Mackmurdo zu arbeiten, dessen Partner er zwischen 1885 und 1890 war. Zusammen mit Mackmurdo gründete er die Kunstzeitschrift The Century Guild Hobby Horse, an der so namhafte Autoren wie Oscar Wilde oder John Ruskin mitarbeiteten. In diesen Jahren entwickelte er sein graphisches Talent, das er als Schriftenentwerfer und Typograph einsetzte. Er befasste sich im Umkreis von Arts & Crafts nicht nur mit Schriften, sondern mit allen handwerklichen Seiten graphischer Gestaltung, zeichnete Tapeten, Bucheinbände und Exlibris.

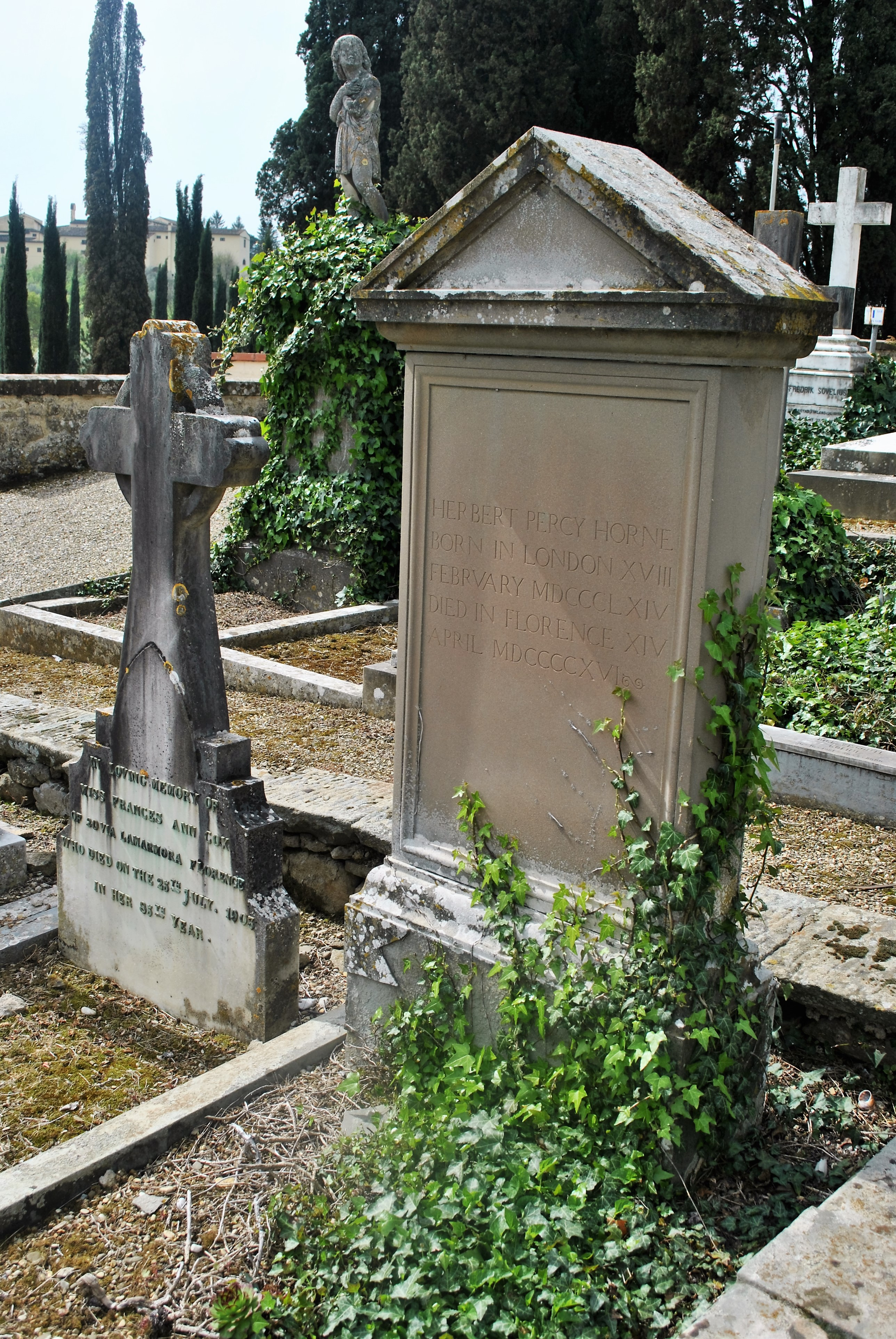
Das Grab von Herbert Percy Horne auf dem Cimitero Evangelico agli Allori

Er lieferte 1893 Gravuren für die Zeitschrift The Studio und entwarf 1903 das ganze Layout des Burlington Magazine.
Ein entscheidender Schritt für seine Entwicklung war die erste Reise nach Italien 1889, eine zweite folgte 1894. Die starke Affinität zur italienischen Renaissance zeigte sich auch in seinen eigenen Bauwerken: so der Chapel of the Ascension in Baywater, ausgeschmückt von seinem Freund Frederic Shields (1894 fertiggestellt), dem Baptisterium von Saint Luke in Camberwell (1899) und der Bibliothek der Positivist Church of Humanity in der Chapel Street. Alle diese Bauten wurden im Zweiten Weltkrieg zerstört.
Schließlich ließ er sich 1905 endgültig in Italien nieder und nahm Kontakt auf zur Gemeinschaft der Kunsthistoriker in Florenz wie Aby Warburg und Bernard Berenson. Er gab sich einer so eifrigen wie extrem qualitätsbewussten Sammlertätigkeit hin, deren Ergebnis am Ende etwa sechstausend Bilder, 5000 Bücher, darunter wertvolle Inkunabeln, und eine Unzahl Dokumente aus den Jahrhunderten umfasste, die ihn interessierten: vom 13. zum 16. Jahrhundert. Im Jahr 1911 kaufte er einen Palazzo im Zentrum von Florenz und restaurierte ihn.
Um seine Sammelleidenschaft zu finanzieren, arbeitete er als Konsulent für die National Gallery und das New Yorker Metropolitan Museum, als Kunstkritiker und Vermittler von Antiquitäten.
Am 12. April 1916 machte er sein Testament und überließ dem italienischen Staat in einer Schenkung seine Sammlungen, den Palazzo „mit allem was darin ist, nichts ausgeschlossen“. Zwei Tage später starb Horne, schwer krank, an Tuberkulose. Sein Palast ist heute Sitz der Fondazione Horne und des Museo Horne. Horne ist im Cimitero Evangelico agli Allori in Galluzzo, einem südlichen Vorort von Florenz, begraben.

## Schriften (Auswahl)
- Hobby Horse. Vierteljahresschrift für visuelle Kunst, herausgegeben von Horne. Chiswick Press, 1884–1894 (englisch)
- The Binding of Books. An Essay in the History of Gold-Tooled Bindings. London 1894
- Giovanni dal Ponte. 1906.
- Alessandro Filipepi, commonly called Sandro Botticelli, painter of Florence. 1908; Neuauflage: Princeton University Press 1981, ISBN 978-0691039497 (englisch)
- Cronaca e notiziario della Rassegna d'arte antica e moderna, III, in Pagine d'Arte, hrsg. zusammen mit M. Logan Berenson. (1916)

Für das Burlington Magazine schrieb er eine große Anzahl von Artikeln über Paolo Uccello, Benozzo Gozzoli, Leonardo da Vinci und Botticelli.